# Turilli/Lione Rhapsody
Turilli/Lione Rhapsody byla italská powermetalová hudební skupina založená v roce 2018 bývalými členy kapely Rhapsody of Fire. Z původních členů, kterými byli Luca Turilli, Fabio Lione, Dominique Leurquin, Patrice Guers a Alex Holzwarth, chyběl pouze klávesista Alex Staropoli, jenž působil pod hlavičkou Rhapsody of Fire. Pro Lioneho a Turilliho šlo o první společnou studiovou práci po osmi letech, kdy došlo k rozpadu Rhapsody of Fire.

## Sestava
- Fabio Lione – zpěv
- Luca Turilli – hlavní kytara a doprovodná kytara, klávesy, aranžmá
- Dominique Leurquin – hlavní a doprovodná kytara
- Patrice Guers – basová kytara
- Alex Holzwarth – bicí

## Diskografie
- Zero Gravity (Rebirth and Evolution) (2019)